# Serebryanka (navire)

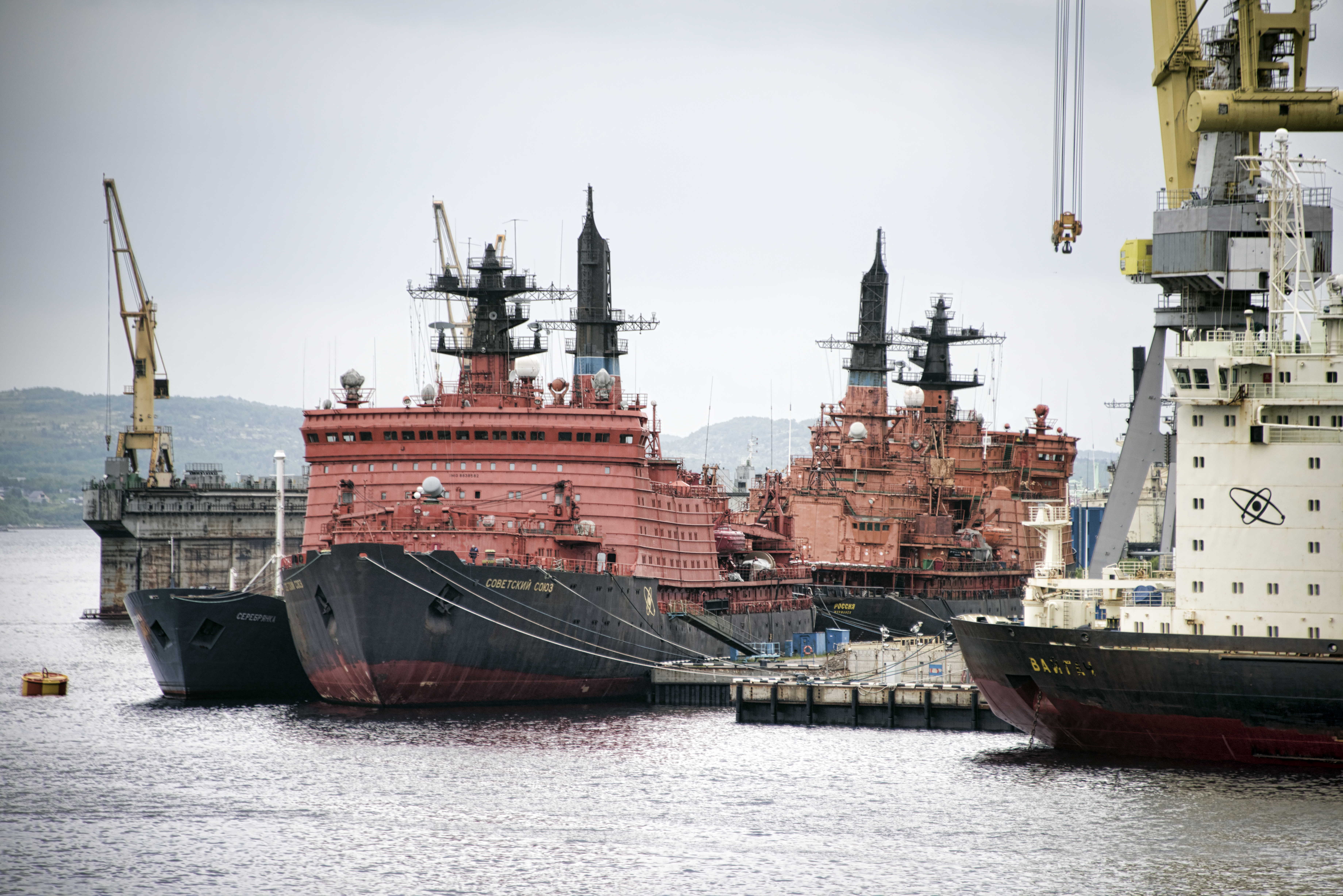
On distingue à gauche la proue du Serebryanka près de trois brise-glaces russes à propulsion nucléaire qui sont (de gauche à droite) : le Sovetskiy Soyuz (rouge), le Rossiya (rouge) et le Vaygach (blanc).

Le Serebryanka est un navire russe construit en 1974, apte à circuler dans l'Arctique et spécialisé dans le transport maritime de combustible nucléaire et de déchets radioactifs, y compris liquides (capacité de citerne : 1 000 m3. Son port d'attache est Mourmansk et il bat pavillon russe après avoir navigué sous le pavillon de l'Union soviétique (jusqu'en 1992).

## Immatriculations
- IMO : 8929513
- MMSI : 273133300
- Call Sign : UCJK

## Caractéristiques
- Poids max : 2 925 t
- Poids à vide : 1 625 t
- Dimensions : longueur : 102 m, largeur : 15,03 m
- Motorisation : deux arbres d'hélice (hélices à 4 pales)

Il est équipé d'un système d'identification automatique.

## Risques et sécurité
Ce type de navire est confronté aux risques maritimes classiques, qui sont pour certains exacerbés par les conditions de grand froid qui peuvent sévir en Arctique. À ces risques s'ajoutent ceux liés à la nature radioactive des produits transportés, et à un éventuel besoin de refroidissement. Comme pour les navires et sous-marins à propulsion nucléaires de la flotte du Nord et comme les brise-glace russes (dont certains ont déjà été mis hors service et sont à divers stades de déclassement/démantèlement), des précautions particulières sont nécessaires, tant pour la gestion courante du navire (en mer ou au port), qu'en cas d'accident ou lors du déclassement en fin de vie.

## Utilité

### Usages civils
Pour ce qui concerne ses utilisations civiles, ce navire est un navire de service, prévu pour assister la flotte de brise-glace nucléaires de Russie (de la compagnie de navigation de Mourmansk. Il a ainsi pu assister les brise-glace Arktika, Rossiya, Sovetskiy Soyus, Yamal, Taymyr, Vaïgatch, ou le Lénine (brise-glace) et le Sibir aujourd'hui tous les deux déclassés et vidés de leur combustible nucléaire), ou encore le cargo / navire porte-conteneurs (Sevmorput), navire tous affectés à l’atelier technique de réparation d’Atomflot (Атомфлот), près de Mourmansk) ou le nouveau brise-glace 50 Let Pobedy du chantier naval Baltiysky de Saint-Pétersbourg. Le Serebryanka peut ravitailler des navires à propulsion nucléaire en combustible nucléaire, et il est équipé pour stocker et transporter du combustible irradié et/ou des déchets radioactifs. Il peut aussi contribuer à des réparations.
Jusque dans les années 1980, de nombreux pays ont immergé en mer une partie de leurs déchets radioactifs. Selon une étude publiée par Green Cross Russia en 2004, le Serebryanka a été utilisé jusqu’en 1986 (avec deux autres navires, le « Lepse » et le « Volodarsky ») pour immerger une grande quantité de déchets radioactifs solides ou liquides en Mer de Barents et en Mer de Kara, avant l’interdiction de ce procédé en 1985. La péninsule de la région de Mourmansk/Arkhangelsk en produit beaucoup, en raison de sa flotte de brise-glace nucléaires notamment : « jusqu’à un millier de mètres cubes solides et 5 000 m3 de déchets radioactifs liquides produits annuellement », selon Kuznetsov et al., pour les seules régions de Mourmansk et d’Arkhangelsk.

### Usages militaires
Ses usages militaires ne sont pas communiqués, mais on sait que :
- en 2018, ce navire a été utilisé pour récupérer une unité de propulsion nucléaire perdue après un essai échoué de missile de croisière à propulsion nucléaire, au large de la Nouvelle-Zemble (archipel de Novaya Zemlya) en Mer de Barents[4] ;
- en 2019, il a été cité (en aout) comme présent en mer Blanche, à proximité de l'accident nucléaire russe du 8 août 2019 ; Jeffrey Lewis (en), expert sur les questions de contrôle des armements à l’Institut d’études internationales Middlebury Institute of International Studies at Monterey (en) (Middlebury College, à Monterey) a supposé que cette présence pouvait indiquer que l'engin qui a explosé présentait une composante inhabituelle[5] (caractère inhabituel qui sera ensuite confirmé par des sources officielles reconnaissant l'implication de radio-isotopes dans le système de motorisation de l'engin). Cette coïncidence a fait penser à Lewis que l'essai pouvait concerner des tests sur un « missile de croisière à propulsion nucléaire »[6]. Lewis, relayé par CNN et d’autres, suggère que plutôt qu'un engin à propergol liquide, l'accident a pu survenir sur un missile Burevestnik (aussi dénommé « SSC-X-9 Skyfall » par l’OTAN)[7]. Huit jours après l'accident (15-16 aout 2019), selon sa balise qui peut être suivie en temps réel sur le site Marinetraffic.com, le Serebryanka était à quai son port d’attache, un peu au nord de Mourmansk[1].